# Burali-Forti-paradox
In de verzamelingenleer, een deelgebied van de wiskunde, laat de Burali-Forti paradox zien dat het naïef construeren van de verzameling van alle ordinaalgetallen tot een tegenspraak leidt en daarom een antinomie aantoont in een systeem waarin deze constructie is toegestaan. De paradox is genoemd naar Cesare Burali-Forti, de Italiaanse wiskundige die deze paradox in 1897 ontdekte. 

## In termen van von Neumann-ordinaalgetallen
De tegenspraak ontstaat doordat de verzameling van alle ordinaalgetallen {\displaystyle \Omega } alle eigenschappen van een ordinaalgetal draagt en daarom zelf ook als een ordinaalgetal zou moeten worden beschouwd. In dat geval kan er  echter een opvolger {\displaystyle \Omega +1} geconstrueerd worden, die strikt genomen groter is dan {\displaystyle \Omega }. Dit kan echter niet, omdat dit ordinaalgetal een element moet zijn van {\displaystyle \Omega }, aangezien {\displaystyle \Omega } alle ordinaalgetallen bevat. Zo komt men tot de gekoppelde  ongelijkheid, die een tegenspraak inhoudt.
{\displaystyle \Omega <\Omega +1\leq \Omega }